# MOL Liga 2011/2012
MOL Liga 2011/2012 var den fjärde säsongen av MOL Liga, en internationell ishockeyserie för lag från Ungern och Rumänien. Ligan bestod av åtta lag, varav fem från Ungern och tre från Rumänien, som totalt spelade 35 omgångar i grundserien. De två främsta gick direkt till semifinal, medan de fyra följande lagen spelade om en plats i semifinalerna.

## Grundserien
|    | MOL Liga                     | SM | V  | ÖTV | ÖTF | F  | GM  | IM  | MS   | P  |
| -- | ---------------------------- | -- | -- | --- | --- | -- | --- | --- | ---- | -- |
| 1. | Csíkszereda                  | 35 | 25 | 2   | 4   | 4  | 169 | 76  | +93  | 83 |
| 2. | DAB-Docler                   | 35 | 24 | 5   | 1   | 5  | 154 | 72  | +82  | 83 |
|    |                              |    |    |     |     |    |     |     |      |    |
| 3. | Fenestela Brasov             | 35 | 18 | 1   | 3   | 13 | 147 | 116 | +31  | 59 |
| 4. | Miskolci Jegesmedvék         | 35 | 16 | 2   | 2   | 15 | 131 | 102 | +29  | 54 |
| 5. | Ferencvárosi                 | 35 | 14 | 2   | 1   | 18 | 119 | 137 | –18  | 47 |
| 6. | Steaua Bukarest              | 35 | 13 | 2   | 4   | 16 | 124 | 160 | –36  | 47 |
|    |                              |    |    |     |     |    |     |     |      |    |
| 7. | Alba Volán Székesfehérvár II | 35 | 10 | 3   | 1   | 21 | 118 | 167 | –49  | 37 |
| 8. | Újpesti                      | 35 | 3  | 0   | 1   | 31 | 82  | 214 | –132 | 10 |

## Slutspel

### Playoff
- Miskolci Jegesmedvék – Ferencvárosi 2–0 i matcher
- Fenestela Brasov – Steaua Bukarest 2–0 i matcher

### Semifinal
- Csíkszereda – Miskolci Jegesmedvék 2–3 i matcher
- DAB-Docler – Fenestela Brasov 3–0 i matcher

### Final
- DAB-Docler – Miskolci Jegesmedvék 4–0 i matcher